# Хощно
Хощно (пол. Choszczno, нім. Arnswalde) — місто в північно-західній Польщі, у західній частині Західнопоморських озер.
За станом на 31 березня 2014 року, місто мало 15 679 жителів.

## Демографія
Демографічна структура станом на 31 березня 2011 року:
|          | Загалом | Допрацездатний вік | Працездатний вік | Постпрацездатний вік |
| -------- | ------- | ------------------ | ---------------- | -------------------- |
| Чоловіки | 7722    | 1483               | 5533             | 706                  |
| Жінки    | 8239    | 1420               | 5085             | 1734                 |
| Разом    | 15961   | 2903               | 10618            | 2440                 |